# Monanthes wildpretii
Monanthes wildpretii là một loài thực vật có hoa trong họ Crassulaceae. Loài này được Bañares & S.Scholz miêu tả khoa học đầu tiên năm 1990.